# Jakob Imobersteg
Jakob Imobersteg (* 6. Juli 1813 in St. Stephan; † 22. August 1875 in Bönigen) war ein Schweizer Politiker und Richter. Von 1848 bis 1858 gehörte er dem Nationalrat an, von 1848 bis 1850 war er Regierungsrat des Kantons Bern.

## Biografie
Der Sohn des gleichnamigen Richters studierte ab 1836 Recht an der Universität Bern, ab 1839 war er als Rechtsanwalt und Notar tätig. 1843 liess sich Imobersteg erstmals in den Grossen Rat des Kantons Bern wählen; er gehörte zu den führenden Radikalliberalen des Berner Oberlands. Im Militär stieg er bis in den Rang eines Obersten auf. 1844/45 nahm er an den beiden Freischarenzügen nach Luzern teil. Nach dem liberalen Umschwung von 1846, an welchem er als Mitglied des Verfassungsrates massgeblich beteiligt gewesen war, amtierte er zwei Jahre lang als Oberrichter. Der Grosse Rat wählte Imobersteg 1848 in den Regierungsrat. Dort übernahm er die Führung der Erziehungsdirektion.
Imobersteg kandidierte im Oktober 1848 bei den ersten Nationalratswahlen und wurde im Wahlkreis Oberland gewählt. Dreimal in Folge gelang ihm die Wiederwahl, Ende 1858 trat er als Nationalrat zurück. Als Regierungsrat setzte er sich zusammen mit Heinrich Grunholzer für eine Bildungsreform ein, die auf die Emanzipierung der Schule von der Kirche abzielte und eigenständiges Denken fördern sollte. Dadurch zog er heftige Kritik von Jeremias Gotthelf auf sich. Als die Konservativen 1850 vorübergehend die Macht übernahmen, verlor Imobersteg sein Amt, wurde aber erneut in den Grossen Rat gewählt und gehörte diesem weitere acht Jahre an. 1858 übernahm er das Präsidium des Berner Obergerichts, das er bis zu seinem Tod innehatte.

## Werke
- Projet de loi sur l'instruction publique dans le canton de Berne. Avec exposé des motifs. (Du 14 avril 1849). Berne: Weingart 1849.